# Green, Urie, Stump, Monae & McCoy
Green, Urie, Stump, Monae & McCoy ist ein Zusammenschluss US-amerikanischer Musiker für eine Coca-Cola-Werbekampagne.

## Hintergrund
Die Coca-Cola Company startete ihre Kampagne Open Happiness Anfang 2009. Ein zentraler Punkt war dabei die Musik. Der Titelsong wurde eingespielt von CeeLo Green von Gnarls Barkley, Brendon Urie von Panic at the Disco, Patrick Stump von Fall Out Boy, der Sängerin Janelle Monáe und Travie McCoy von den Gym Class Heroes. Produziert wurde das Lied von Polow da Don und Butch Walker, der das Lied auch zusammen mit CeeLo geschrieben hat. Im Juli 2009 wurde das Musikvideo veröffentlicht. Das Lied kam in mehreren Ländern in die Charts, unter anderem in Österreich und Neuseeland.